# Кибирщина
Кибирщина — деревня в Красногорском районе Брянской области России. Входит в состав Лотаковского сельского поселения.

## География
Деревня находится в западной части Брянской области, в зоне хвойно-широколиственных лесов, в пределах восточной окраины Полесской низменности, на левом берегу реки Палуж, при автодороге 15К-1505, на расстоянии примерно 18 километров (по прямой) к северу от посёлка городского типа Красная Гора, административного центра района. Абсолютная высота — 150 метров над уровнем моря.

### Климат
Климат характеризуется как умеренно континентальный. Среднегодовая многолетняя температура воздуха составляет 10 °С. Средняя температура воздуха самого тёплого месяца (июля) — 23,9 °C (абсолютный максимум — 32 °C); самого холодного (января) — −3,8 °C (абсолютный минимум — −25 °C). Безморозный период длится в среднем 170—190 дней. Среднегодовое количество атмосферных осадков составляет 550—600 мм.

### Часовой пояс
Деревня Кибирщина, как и вся Брянская область, находится в часовой зоне МСК (московское время). Смещение применяемого времени относительно UTC составляет +3:00.

## История
Впервые упоминается в "Литовской метрике" начала XVI века; в XVIII веке - владение Березовских, позднее Троцких (казачьего населения не имела). Входила в приход села Медведи. В середине XIX века князем Баратовым был устроен крупный кожевенный завод: также велось производство свечей и мыла, действовала земская школа. Со второй половины XVII века по 1781 входила в Новоместскую сотню Стародубского полка; с 1782 до 1921 в Суражском уезде (с 1861 - в составе 3аборской волости); в 1921-1929 в Клинцовском уезде (3аборская волость). В середине XX века - колхоз "Красный Октябрь". До 1961 и в 1989-2005 - центр Кибирщинского сельсовета; в 1961-1966 в Морозовском сельсовете, в 1966-1989 в Потаковском. 

## Население
| 2010 | 2013 |
| ---- | ---- |
| 189  | ↘136 |

### Национальный состав
1640 человек (1926), в национальной структуре населения русские составляли 95 % из 302 человек (2002).